# Rip Van Winkle Badly Ripped
Rip Van Winkle Badly Ripped è un cortometraggio muto del 1915 diretto da Charles Hutchison e prodotto dalla Novelty Film Company. Aveva come interpreti Will Browning, Edith Thornton, Joseph Burke, Jack Morisay, Lila Davis e lo stesso regista in un ruolo secondario

## Trama
La figlia di Rip Van Winkle erediterà dal padre una grossa fortuna. Quando viene a conoscenza della cosa, il borgomastro decide che la ragazza dovrà sposare suo figlio Piet. Così prende Rip, lo tiene sequestrato e lo nutre di aringhe salate senza dargli niente da bere finché Rip non firmerà un documento dove dichiara che sua figlia sposerà Piet. Firmato l'atto, Rip viene liberato e finalmente può andare a bere. Dopo avere dato a fondo al fiume, vaga per le montagne insieme al fedele cane. I due si addormantano

Quando finalmente si sveglia, Rip scopre che la barba gli è cresciuta di un metro e mezzo e che un piccione vi ha costruito il suo nido. Il cane, inoltre, è tre volte più grande di quando è salito sulla montagna. Rip corre di nuovo in città, sconvolgendo tutti con il suo aspetto peloso. La moglie cade in uno svenimento dopo l'altro. Rip arriva però in tempo per sventare il complotto del borgomastro e Dora viene restituita al suo innamorato.

## Produzione
Il film fu prodotto dalla Novelty Film Company.

## Distribuzione
Distribuito dalla Mutual, il film - un cortometraggio in una bobina - uscì nelle sale statunitensi il 18 ottobre 1915.